# Быстрый круг
В автоспорте быстрый круг — это наименьшее время прохождения одного круга, установленное в гонке. В некоторых гоночных сериях, таких как Формула-1, А1 Гран-при и GP2, команда/гонщик, показавшие быстрый круг, награждаются зачётным очком в чемпионате/серии.
В Формуле-1 действующим рекордсменом по количеству быстрых кругов является Михаэль Шумахер, у него их 77. До 1960 гонщики награждались очком за установленный быстрый круг в гонке. В 2019—2024 годах очко за быстрый круг вновь начисляли, но только при условии, что гонщик финишировал в первой десятке.
В мотоциклетных гонках, или MotoGP, не награждают очками за быстрый круг. Джакомо Агостини — действующий рекордсмен по количеству быстрых кругов, у него их 117. Валентино Росси на втором месте с 88 быстрыми кругами.

## Топ-10

### Мотогонки
- Данные даны по состоянию на 28 октября 2007 года

Мотогонщики, продолжающие спортивную карьеру, выделены жирным:
| Место | Гонщик           | Быстрые круги |
| ----- | ---------------- | ------------- |
| 1     | Джакомо Агостини | 117           |
| 2     | Валентино Росси  | 86            |
| 3     | Анхель Ньето     | 81            |
| 4     | Майк Хэйлвуд     | 79            |
| 5     | Мик Дуэн         | 46            |
| 6     | Макс Бьяджи      | 42            |
| 7     | Фил Рид          | 36            |
| 8     | Джим Редман      | 35            |
| 9     | Джон Сёртис      | 34            |
| 9     | Карло Уббиали    | 34            |

### Формула-1
- Данные даны по состоянию после Гран-при Майами 2025 года

|    | Гонщик            | БК | Старты | Процент |
| -- | ----------------- | -- | ------ | ------- |
| 1  | Михаэль Шумахер   | 77 | 308    | 25%     |
| 2  | Льюис Хэмилтон    | 67 | 362    | 18,51%  |
| 3  | Кими Райкконен    | 46 | 349    | 13,18%  |
| 4  | Ален Прост        | 41 | 199    | 20,6%   |
| 5  | Себастьян Феттель | 38 | 299    | 12,71%  |
| 6  | Макс Ферстаппен   | 33 | 215    | 15,35%  |
| 7  | Найджел Мэнселл   | 30 | 187    | 16,04%  |
| 8  | Джим Кларк        | 28 | 72     | 38,89%  |
| 9  | Фернандо Алонсо   | 26 | 407    | 6,39%   |
| 10 | Мика Хаккинен     | 25 | 161    | 15,53%  |